# فرانك ستانفورد
فرانك ستانفورد (بالإنجليزية: Frank Stanford)‏ هو شاعر أمريكي، ولد في 1 أغسطس 1948 في ريتشتون في الولايات المتحدة، وتوفي في 3 يونيو 1978 في فايتفيل في الولايات المتحدة.